# Inhibidor de la alfa-glucosidasa
Los inhibidores de la alfa-glucosidasa son un grupo de medicamentos antidiabéticos orales que disminuyen la absorción de carbohidratos desde el tracto digestivo, reduciendo así los picos en los niveles de glucosa después de las comidas, tanto en pacientes con diabetes mellitus tipo 1 y tipo 2.

## Farmacología
En la actualidad, se hallan disponibles dos análogos para uso clínico, la acarbosa y el miglitol. La acarbosa es un oligosacárido de origen microbiano y el miglitol inhibe de manera competitiva a la glucoamilasa y a la sacarosa. Tienen efectos débiles sobre la amilasa pancreática.
También disminuyen las concentraciones de la hemoglobina glucosilada (HbA1C) en pacientes con diabetes mellitus tipo 2 que presentan hiperglicemia severa. En casos de hiperglicemia leve y moderada, el potencial de disminución de la glucosa de los inhibidores de la alfa-glucosidasa es del 30 a 50% menos que los otros antidiabéticos orales.

### Efectos adversos
Deben administrarse con el primer bocado de una comida. Es posible que provoquen ciertos efectos secundarios, entre los que se incluyen la flatulencia, dolor abdominal y la diarrea. Cuando se asocia junto con la administración de sulfonilureas, puede causar hipoglicemia, un cuadro potencialmente letal. La acarbosa puede producir una elevación en las enzimas hepáticas y reacciones cutáneas de hipersensibilidad.
Los inhibidores de la alfa-glucosidasa está contraindicado en pacientes con enfermedad intestinal inflamatoria crónica y con enfermedad hepática. Se debe evitar la administración simultánea con antiácidos, colesteraminas, enzimas digestivas y absorbentes intestinales. 

### Mecanismo de acción
Estos medicamentos ayudan al cuerpo a reducir el nivel de glucosa en la sangre mediante el bloqueo de la descomposición por la enzima alfa-glucosidasa de almidones (tales como el pan, las patatas y las pastas), dextrina y disacáridos en el intestino. También reducen el ritmo de descomposición de ciertos azúcares, como el azúcar de mesa. Su acción lentifica la absorción de carbohidratos reduciendo, ultimadamente, el aumento del nivel de glucosa en la sangre después de las comidas en pacientes con y sin diabetes.